# Гвинейский, Никита Максимович
Ники́та Макси́мович Гвине́йский (род. 28 декабря 1998, Берёзовский, Кемеровская область) — российский футболист. Выступает на позиции опорного полузащитника.

## Карьера

### Клубная
Никита Гвинейский родился в городе Березовском, но позже с родителями переехал в Томск, где с 6 лет начал заниматься футболом в школе футбольного клуба «Томь».
В сезоне 2016/17 был заявлен за молодёжный состав «Томи», однако зимой был переведён в основной состав команды после того, как из-за финансовых проблем клуб покинуло большое количество футболистов. 3 марта 2017 года в формально домашнем матче против «Ростова» (0:6, фактически матч проводился в Ростове-на-Дону) дебютировал в РФПЛ. На 39 минуте этого матча Гвинейский получил жёлтую карточку, а на 77 минуте был заменён. Первый гол за томский клуб забил 27 апреля 2017 года в матче с «Анжи». Этот гол был признан лучшим голом 25-го тура по версии программы «После футбола». Всего в весенней части чемпионата принял участие в восьми матчах «Томи» в Премьер-лиге.
Летом 2017 года Гвинейский ездил на просмотр в «Спартак-2», однако вскоре вернулся в «Томь» и продлил контракт с клубом на 3 года. В сезоне 2017/18 сыграл в 13 матчах «Томи» в первенстве ФНЛ и ещё трижды вышел на поле в матчах Кубка России.

## Личная жизнь
По состоянию на январь 2018 года учится в Томском государственном университете на факультете прикладной математики и компьютерных наук.
В июне 2022 года женился на Остапенко Анастасии-мастере спорта по художественной гимнастике.

## Статистика

### Клубная
| Выступление      | Выступление      | Выступление      | Лига | Лига | Кубки | Кубки | Итого | Итого |
| Клуб             | Лига             | Сезон            | Игры | Голы | Игры  | Голы  | Игры  | Голы  |
| ---------------- | ---------------- | ---------------- | ---- | ---- | ----- | ----- | ----- | ----- |
| Томь             | Премьер-лига     | 2016/17          | 8    | 1    | 0     | 0     | 8     | 1     |
| Томь             | ФНЛ              | 2017/18          | 13   | 0    | 3     | 0     | 16    | 0     |
| Томь             | ФНЛ              | 2018/19          | 16   | 0    | 1     | 0     | 17    | 0     |
| Томь             | Итого            | Итого            | 37   | 1    | 4     | 0     | 41    | 1     |
| Сокол            | ПФЛ              | 2019/20          | 11   | 2    | 0     | 0     | 11    | 2     |
| Сокол            | Итого            | Итого            | 11   | 2    | 0     | 0     | 11    | 2     |
| Форте            | ПФЛ              | 2020/21          | 5    | 0    | 0     | 0     | 5     | 0     |
| Форте            | Итого            | Итого            | 5    | 0    | 0     | 0     | 5     | 0     |
| Всего за карьеру | Всего за карьеру | Всего за карьеру | 53   | 3    | 4     | 0     | 57    | 3     |

## Достижения
«Томь»
- Бронзовый призёр первенства ФНЛ : 2018/2019